# Сергій I
Святий Сéргій I (лат. Sergius; 650 — 8 вересня 701, Рим, Візантійська імперія) — вісімдесят четвертий папа Римський (15 грудня 687—8 вересня 701), сирієць, проте народився у місті Палермо в Сицилії.

## Понтифікат
Був обраний папою після двох голосувань в результаті інтриг, через які не були обрані інші кандидати: Пасхалій (антипапа) і Теодор (антипапа).
10 квітня 689 року охрестив короля Вессексу Кедваллу. Через відмову визнати окремі рішення Трульського собору візантійський імператор Юстиніан II у 692 році наказав заарештувати папу, проте мешканці Рима не дозволили імператорським військам виконати цей наказ.